# POLE3
POLE3 (англ. DNA polymerase epsilon 3, accessory subunit) – білок, який кодується однойменним геном, розташованим у людей на короткому плечі 9-ї хромосоми. Довжина поліпептидного ланцюга білка становить 147 амінокислот, а молекулярна маса — 16 860.
| 10         |  | 20         |  | 30         |  | 40         |  | 50         |
| ---------- |  | ---------- |  | ---------- |  | ---------- |  | ---------- |
| MAERPEDLNL |  | PNAVITRIIK |  | EALPDGVNIS |  | KEARSAISRA |  | ASVFVLYATS |
| CANNFAMKGK |  | RKTLNASDVL |  | SAMEEMEFQR |  | FVTPLKEALE |  | AYRREQKGKK |
| EASEQKKKDK |  | DKKTDSEEQD |  | KSRDEDNDED |  | EERLEEEEQN |  | EEEEVDN    |

A: Аланін

C: Цистеїн

D: Аспарагінова кислота

E: Глутамінова кислота

F: Фенілаланін

G: Гліцин

I: Ізолейцин

K: Лізин

L: Лейцин

M: Метіонін

N: Аспарагін

P: Пролін

Q: Глутамін

R: Аргінін

S: Серин

T: Треонін

V: Валін

Кодований геном білок за функціями належить до трансфераз, фосфопротеїнів. 
Задіяний у такому біологічному процесі, як ацетилювання. 
Білок має сайт для зв'язування з ДНК. 
Локалізований у ядрі.